# Eufrozyna Paleologini
Eufrozyna Paleologini – nieślubna córka Michała VIII Paleologa, żona Nogaja, wodza Mongołów, emira Złotej Ordy, prawnuka Czyngis Chana. 
Ich ślub odbył się w 1266 roku. Małżeństwo doprowadziło do sojuszu Bizancjum ze Złotą Ordą. 